# 航空安全管理隊
航空安全管理隊（こうくうあんぜんかんりたい、英称：Aero Safety Service Group）とは、埼玉県狭山市の入間基地に所在していた、防衛大臣直轄部隊の一つである。

## 任務
航空自衛隊における航空事故調査及びこれに従事する隊員に対し必要な知識・技能を修得させ、また、航空自衛隊内向けの月刊誌「飛行と安全」（航空安全に関する総合誌）の作成を担当していた。

## 沿革
- 1982年（昭和57年）3月16日：防衛庁長官直轄部隊として編成完結。「飛行と安全」誌の作成を空幕監察官より移管
- 2007年（平成19年）1月9日：防衛省移行に伴い、防衛大臣直轄部隊となる。
- 2019年（平成31年）3月26日：航空自衛隊第4補給処立川支処が廃止となり、同支処長から立川分屯基地司令職を引き継ぐ[1]。業務部を新編。
- 2023年（令和05年）3月16日：立川分屯基地閉鎖に伴い、入間基地に移転[2][3][4]。立川分屯基地司令の兼補解除[5]。
- 2025年（令和07年）3月24日：部隊廃止（航空医学実験隊と統合され航空医学安全研究隊が新編）[6]

## 廃止時の部隊編成
- 総務部
  - 企画科
  - 総務人事科
- 航空事故調査部
  - 企画調整科
  - 運航調査科
  - 整備調査科
  - 心理調査科
- 資料部
  - 計画科
  - 資料処理科
  - 電算機処理科
- 教育研究部
  - 課程教育科
  - 研究科

## 歴代の主要幹部
| 代 | 氏名     | 在職期間                | 出身校・期               | 前職                                                                           | 後職                                       |
| -- | -------- | ----------------------- | ------------------------ | ------------------------------------------------------------------------------ | ------------------------------------------ |
| 01 | 関 良治  | 1982.3.16 - 1983.3.15   | 早稲田大学 昭和29年卒    | 航空救難団司令                                                                 | 航空幕僚監部付 →1983.7.1 退職              |
| 02 | 中林啓之 | 1983.3.16 - 1984.7.1    | 中央大学・ 5期幹候       | 第13飛行教育団司令                                                             | 航空自衛隊第4術科学校長 兼 熊谷基地司令    |
| 03 | 今村昭八 | 1984.7.2 - 1985.6.30    | 明治大学・ 7期幹候       | 飛行教育集団司令部幕僚長                                                       | 航空幕僚監部監理部長                       |
| 04 | 中西昭雄 | 1985.7.1 - 1987.3.15    | 浪速大学・ 9期幹候（陸） | 第12飛行教育団司令 兼 防府北基地司令                                           | 退職                                       |
| 05 | 浅井 滿  | 1987.3.16 - 1988.7.6    | 電気通信大学・ 3期幹候   | 航空実験団副司令                                                               | 退職                                       |
| 06 | 小田康夫 | 1988.7.7 - 1989.6.29    | 防大3期                  | 第83航空隊司令 兼 那覇基地司令                                                 | 航空幕僚監部監察官                         |
| 07 | 上中義敞 | 1989.6.30 - 1990.7.8    | 防大4期                  | 調達実施本部岐阜事務所長                                                       | 退職                                       |
| 08 | 菅原 淳  | 1990.7.9 - 1991.6.30    | 航空学生1期              | 北部航空方面隊司令部監察官                                                     | 第4航空団司令 兼 松島基地司令              |
| 09 | 佐藤守   | 1991.7.1 - 1992.6.15    | 防大7期                  | 第3航空団司令 兼 三沢基地司令                                                  | 航空教育集団司令部幕僚長                   |
| 10 | 井上 章  | 1992.6.16 - 1994.6.30   | 防大11期                 | 航空幕僚監部防衛部防衛課長                                                     | 航空幕僚監部調査部長                       |
| 11 | 橋本康夫 | 1994.7.1 - 1996.3.24    | 防大13期                 | 航空幕僚監部装備部調達課長                                                     | 航空自衛隊第1補給処長 兼 木更津基地司令    |
| 12 | 松江靖彦 | 1996.3.25 - 1998.6.30   | 防大11期                 | 統合幕僚会議事務局第4幕僚室 後方補給計画調整官兼総括班長 →1997.3.26 空将補昇任 | 第1航空団司令 兼 浜松基地司令              |
| 13 | 藤井泰司 | 1998.7.1 - 1999.7.8     | 防大17期                 | 航空幕僚監部調査部調査課長                                                     | 第83航空隊司令 兼 那覇基地司令             |
| 14 | 浦山長人 | 1999.7.9 - 2000.10.9    | 防大17期                 | 航空幕僚監部人事教育部厚生課長 →1999.12.10 空将補昇任                          | 航空自衛隊第3補給処長                      |
| 15 | 上堀哲郎 | 2000.10.10 - 2002.7.31  | 防大12期                 | 北部航空警戒管制団司令                                                         | 退職                                       |
| 16 | 榎 利美  | 2002.8.1 - 2003.6.30    | 防大13期                 | 契約本部東京支部長                                                             | 退職                                       |
| 17 | 江口賢造 | 2003.7.1 - 2004.8.29    | 防大14期                 | 西部航空方面隊副司令官                                                         | 退職                                       |
| 18 | 宮部俊一 | 2004.8.30 - 2005.7.27   | 防大16期                 | 航空幕僚監部技術部長                                                           | 退職                                       |
| 19 | 西根正幸 | 2005.7.28 - 2007.12.2   | 防大17期                 | 航空自衛隊第1補給処長 兼 木更津基地司令                                        | 退職                                       |
| 20 | 宮代久也 | 2007.12.3 - 2009.12.6   | 防大22期                 | 第7航空団司令 兼 百里基地司令                                                  | 航空自衛隊幹部学校副校長                   |
| 21 | 西野 哲  | 2009.12.7 - 2011.8.4    | 防大22期                 | 作戦情報隊司令                                                                 | 南西航空混成団副司令                       |
| 22 | 橋本尚典 | 2011.8.5 - 2012.7.25    | 防大27期                 | 航空自衛隊第1術科学校長                                                        | 西部航空警戒管制団司令 兼 春日基地司令     |
| 23 | 上田知元 | 2012.7.26 - 2013.8.21   | 防大25期                 | 第3輸送航空隊司令 兼 美保基地司令                                              | 北部航空方面隊副司令官                     |
| 24 | 橋本 進  | 2013.8.22 - 2015.8.4    | 防大26期                 | 第8航空団司令 兼 築城基地司令                                                  | 退職                                       |
| 25 | 有馬龍也 | 2015.8.4 - 2017.12.19   | 防大28期                 | 第4航空団司令 兼 松島基地司令                                                  | 退職                                       |
| 26 | 佐藤幸喜 | 2017.12.20 - 2019.3.31  | 防大30期                 | 航空自衛隊第2術科学校長                                                        | 航空自衛隊補給本部副本部長                 |
| 27 | 津田昌隆 | 2019.4.1 - 2020.8.24    | 防大31期                 | 第1航空団司令 兼 浜松基地司令                                                  | 第4航空団司令 兼 松島基地司令              |
| 28 | 福田隆宏 | 2020.8.25 - 2021.12.21  | 防大35期                 | 第5航空団司令 兼 新田原基地司令                                                | 北部航空方面隊副司令官                     |
| 29 | 岡本秀史 | 2021.12.22 - 2023.12.21 | 防大40期                 | 航空幕僚監部防衛部事業計画第1課長                                              | 航空自衛隊幹部候補生学校長 兼 奈良基地司令 |
| 末 | 市川佳弘 | 2023.12.22 - 2025.3.23  | 防大39期                 | 航空開発実験集団司令部幕僚長                                                   | 航空自衛隊幹部学校 航空研究センター長      |